# Карпинский, Александр Михайлович
Александр Михайлович Карпинский (укр. Олександр Михайлович Карпiнський; 26 сентября 1869, Сувалки, Царство Польское, Российская империя — 15 июня 1929, Ровно) — украинский государственный деятель, дипломат. Посол Украины в Польше (1918). Член польского сената с 1922 по 1928 год от партии Блок национальных меньшинств.

## Биография
Родился 26 сентября 1869 года в губернском городе Сувалки. Начальное образование получил в средних школах Люблина и Бяла-Подляски. Учился на юридическом факультете Императорского Московского университета. Во время получения юридического образования, был активистом тайной революционной националистической организации «Землячество». После окончания учёбы в течение года работал в судебных органах в Москве, а в 1893—1915 годах в судебных органах Царства Польского. С 1915 года работал в Черниговском окружном суде.
В 1917 году вступил в Украинскую партию социалистов-федералистов. В ноябре 1917 года он стал товарищем генерального секретаря внутренних дел УНР, Владимира Винниченко. 24 января 1918 года в Киеве выступил перед делегатами Всеукраинского православного церковного собора, как комиссар по делам исповеданий, представляющий правительство УНР.
17 июля 1918 года он стал членом совета Министерства иностранных дел Украины. Через три месяца Александр был назначен послом Украинской державы в Польше, однако не вступил в должность из-за антигетмановского восстания. В 1919 году получил назначение на должность председателя чрезвычайной дипломатической миссии УНР в Югославии. В 1921 году он переехал в Ровно, где стал заниматься адвокатской деятельностью. С 1922 по 1928 год Александр заседал в Польском Сенате, от партии Блок национальных меньшинств, представляя украинцев Волынского воеводства. В июле 1925 года он был избран в состав специальной комиссии по изменению польской конституции.

## Память
В Ровно, в честь Александра Карпинского, названа одна из улиц на юго-востоке города.